# Breutelia dicranacea
Breutelia dicranacea är en bladmossart som beskrevs av Mitten 1859. Breutelia dicranacea ingår i släktet gullhårsmossor, och familjen Bartramiaceae. Inga underarter finns listade i Catalogue of Life.